# Pavel Kněžický
Pavel Kněžický (* 9. května 1963, Sokolov) je bývalý hokejový brankář a současný trenér brankářů, od roku 2002 trénuje v klubu HC Energie Karlovy Vary.

## Kariéra

### Hráč
Pavel Kněžický začínal s hokejem v rodném Sokolově. Do kádru dospělých se zapojil v sezóně 1983/1984 v klubu HC Příbram ve třetí hokejové lize. V nejvyšší soutěži chytal od sezóny 1985/1986 v týmu TJ Gottwaldov, kde strávil čtyři sezóny převážně jako druhý brankář. Na sezónu 1989/1990 přestoupil do klubu Škoda Plzeň, v jejím průběhu odchytal dva zápasy a poté odešel do mateřského Sokolova, který hrál druhou nejvyšší soutěž. Po šesti sezónách se stěhoval na jeden rok do třetiligového Šumperku, což bylo jeho poslední hráčské angažmá v České republice.
Na sezónu 1998/1999 odešel do čtvrté německé ligy do týmu EHC Klostersee a poté do dalšího německého týmu ve Weidenu. Tam měl působit jako trenér, ale kvůli nouzi o brankáře se ještě postavil v tréninku do branky. Kvůli zranění ale neodchytal ani jeden soutěžní zápas a definitivně ukončil hráčskou kariéru.

### Trenér
Od roku 2002 působí Pavel Kněžický v hokejovém klubu HC Energie Karlovy Vary, kde nejdříve začínal u mládeže, ale brzy se přesunul až na střídačku A-týmu, kde působí až dodnes. V sezónách 2007/08 a 2008/09 získal z klubem stříbrnou a zlatou medaili v ELH. Mezi největší gólmanské osobnosti, které v Karlových Varech vychoval, patří Lukáš Mensator a Tomáš Závorka.
V roce 2006 trénoval brankáře Michala Neuvirtha s Jakubem Kovářem na mistrovství světa do 18 let, kde česká reprezentace skončila na třetím místě.